# Liparia
Liparia es un género de plantas con flores perteneciente a la familia Fabaceae. Comprende 34 especies descritas y de estas, solo 19 aceptadas.

## Taxonomía
El género fue descrito por Carlos Linneo y publicado en Mantissa Plantarum 2: 156, 268. 1771. La especie tipo es: Liparia sphaerica L.

## Especies aceptadas
A continuación se brinda un listado de las especies del género Liparia aceptadas hasta julio de 2014, ordenadas alfabéticamente. Para cada una se indica el nombre binomial seguido del autor, abreviado según las convenciones y usos.
Liparia comprende las siguientes especies:

### SecciónDecussatae
- Liparia bonaespei A. L. Schutte
- Liparia boucheri E. G. H. Oliv. & Fellingham) A. L. Schutte
- Liparia calycina (L. Bolus) A. L. Schutte
- Liparia capitata Thunb.
- Liparia congesta A. L. Schutte
- Liparia laevigata (L.) Thunb.
- Liparia latifolia (Benth.) A. L. Schutte
- Liparia myrtifolia Thunb.
- Liparia rafnioides A. L. Schutte
- Liparia umbellifera Thunb.
- Liparia vestita Thunb.

### SecciónLiparia
- Liparia angustifolia (Eckl. & Zeyh.) A. L. Schutte
- Liparia confusa A. L. Schutte
- Liparia genistoides (Lam.) A. L. Schutte
- †Liparia graminifolia L.[9]
- Liparia hirsuta Thunb.
- Liparia parva Vogel ex Walp.
- Liparia racemosa A. L. Schutte
- Liparia splendens (Burm. f.) Bos & de Wit
  - subsp. comantha (Eckl. & Zeyh.) Bos & de Wit
  - subsp. splendens (Burm. f.) Bos & de Wit
- Liparia striata A. L. Schutte

### Nomina Dubia
- Liparia hybrida Steud.
- Liparia opposita L.
- Liparia sericea (L.) E. Mey.